# Carl Höland
Ludwig Carl Höland, auch Hoeland, (* 13. Dezember 1821 in Gehren; † 13. Februar 1881 in Naumburg (Saale)) war ein Richter und Politiker im Fürstentum Schwarzburg-Sondershausen.

## Leben
Höland war ein Sohn des fürstlichen Forstrates Johann Friedrich Stephan Höland und dessen Frau Johanna Christiane Elisabeth geborene Steinmann. Er war evangelisch-lutherischen Glaubens und heiratete am 31. August 1854 in Sondershausen Emilie Therese Alwine Gottschalck (* 25. November 1834 in Sondershausen; † 17. Oktober 1903 in Naumburg), die Tochter des Regierungs- und Konsistorialrats Adolf Gottschalck, der 1848 bis 1850 Präsident des Regierungs-Collegiums in Sondershausen wurde. Hölands ältere Schwester Rosalie (* etwa 1816, † 19. Februar 1876) war mit dem Gymnasiallehrer und Politiker Wilhelm Kieser verheiratet; sein älterer Bruder Ali (1818–1906) hatte hohe Positionen in der Forstverwaltung inne.
Höland studierte ab 1840 Jura in Jena und anschließend in Göttingen. Er legte am 17. November 1843 die juristische Staatsprüfung in Arnstadt ab und wurde Akzessit beim Justizamt Gehren, ab dem 24. August 1846 Regierungsadvokat in Keula. Spätestens 1850 war er Rechtsanwalt und ab dem 18. September 1872 Notar in Sondershausen. Zum 1. Januar 1877 wurde er Rat am gemeinsamen Appellationsgericht Eisenach. Am 1. November 1879 wechselte er als Oberlandesgerichtsrat an das neu geschaffene Oberlandesgericht Naumburg auf die durch Schwarzburg-Sondershausen zu besetzende Stelle.
Von 1850 bis mindestens 1864 war er Mitglied des Sondershausener Gemeinderates bzw. der Stadtverordnetenversammlung und dort 1864 stellvertretender Vorsitzender. Vom 2. September 1865 bis zum 31. Dezember 1871 war er Abgeordneter des Schwarzburg-Sondershäuser Landtags, in dem er vom 29. Juni bis zum 27. Juli 1866 und vom 21. März bis zum 30. Dezember 1867 Landtagsvizepräsident und vom 24. Juni 1868 bis zum 31. Dezember 1871 Landtagspräsident war.

## Nachweise
1. ↑  Todesanzeigen in Regierungs- und Nachrichtsblatt für das Fürstenthum Schwarzburg-Sondershausen vom 17. Februar 1881, S. 84.
2. ↑  Verzeichnis der Studierenden in Jena No. 28 (SS 1840) bis No. 32 (SS 1842).
3. ↑  ab Oktober 1842 (Die Matrikel der Georg-August-Universität zu Göttingen 1837–1900. Hildesheim 1974, S. 60).
4. ↑  Der Deutsche. Sondershäuser Zeitung vom 4. Juni und 21. September 1872, S. 505 und 877.
5. ↑  Regierungs- und Nachrichtsblatt für das Fürstenthum Schwarzburg-Sondershausen vom 23. Dezember 1876, S. 613.
6. ↑  Regierungs- und Nachrichtsblatt für das Fürstenthum Schwarzburg-Sondershausen vom 27. September 1879, S. 461.

| Personendaten    | Personendaten                   |
| ---------------- | ------------------------------- |
| NAME             | Höland, Carl                    |
| ALTERNATIVNAMEN  | Höland, Ludwig Carl             |
| KURZBESCHREIBUNG | deutscher Richter und Politiker |
| GEBURTSDATUM     | 13. Dezember 1821               |
| GEBURTSORT       | Gehren                          |
| STERBEDATUM      | 13. Februar 1881                |
| STERBEORT        | Naumburg (Saale)                |